# سامسونج جالكسي فيم
سامسونج جالكسي فيم (بالإنجليزية: Samsung Galaxy Fame)‏ هو هاتف ذكي من سامسونج يعمل بنظام أندرويد، تم طرحه في الأسواق في أبريل 2013.

## الخصائص
- نظام التشغيل: أندرويد
- الكاميرا الخلفية: 5 ميجابكسل 3.0mega pixel on:GT-S6790N
- الشاشة: إل سي دي
- الوزن: 120.6 غرام
- الذاكرة: 512 ميجابايت رام
- التخزين 1جيجابايت